# Арнолд, Генри Харли
Генри Харли Арнолд (англ. Henry Н. Arnold; 1886—1950) — американский военачальник, генерал ВВС (7 мая 1949).
Первый лауреат Mackay Trophy.

## Ранние годы и начало военной карьеры
Сын врача. Окончил среднюю школу в 1903 году. Зачислен в Армию США в 1903 году. Окончил Военную академию США в Вест-Пойнте в 1907 году. Служил в 29-м пехотном полку на Филиппинах, с 1911 года — в штате Нью-Йорк. Затем возвращён в США и переведен в войска связи. Стал одним из первых лётчиков в армии США, для чего в 1911 году прошёл обучение лётному делу у братьев Райт в Дейтоне (штат Огайо). Участвовал в создании лётной школы корпуса связи в Мэриленде. В сентябре 1911 года совершил первый полёт. В 1912 году установил рекорд высоты полёта (2083,4 м), совершил ряд других успешных полётов, в то же время 4 раза сам попадал в лётные аварии. С 1912 года — помощник начальника службы связи в Вашингтоне. С 1914 года вновь служил на Филиппинах. С 1916 года служил в авиационной секции корпуса связи Армии США, капитан. Горячий энтузиаст развития авиации, пропагандировал достижения авиации.

## Первая мировая война и межвоенное время
Во время первой мировой войны с 1917 года — руководитель информационного отделения штаба Авиационной секции Корпуса связи США, занимался подготовкой лётчиков, сам в боевых действиях не участвовал. С 1919 года — военный чиновник Девятой области Авиационной службы Армии США в Калифорнии. Окончил Армейский Индустриальный колледж в 1924 году и Командно-штабную школу в 1929 году. С 1925 года служил в штабе авиации в Вашингтоне, но из-за ряда конфликтов в 1927 году переведён в кавалерию в штат Канзас.
В 1929 году добился возвращения в Воздушный корпус Армии США, но на должность начальника авиационного склада. С 1930 года служил в материально-техническом управлении штаба авиации, а в 1931 году назначен командующим авиационной областью в Калифорнии. Там организовал ряд громких мероприятий с целью привлечения к себе внимания общественности, много печатался по военным вопросам, активно привлекал авиацию к действиям при чрезвычайных ситуациях и в значимых мероприятиях. В 1935 году назначен командиром авиационного крыла и произведен 2 марта в бригадные генералы (временное звание). В декабре 1935 года Арнольд назначен заместителем командующего Воздушным корпусом Армии США с получением 24 декабря постоянного звания бригадного генерала. 29 сентября 1938 года в авиакатастрофе погиб командующий корпуса генерал О. Уэстовер, и Арнолд назначен на его место командующим Воздушного корпуса армии США, будучи ещё 22 сентября произведён в генерал-майоры (временное звание). Участвовал в создании компании «Пан Американ», инициатор перехода ряда автомобильных заводов на производство самолётов, добился финансирования производства «летающих крепостей» Б-17, инициатор организации разработок реактивной авиации. 20 июля 1941 года была проведена реорганизация ВВС США и вместо Воздушного корпуса были созданы ВВС Армии США (United States Army Air Force; USAAF). Генерал Арнолд назначен их первым начальником (с 9.3.1942 — командующим). Произведён в генерал-лейтенанты (временное звание) 15 декабря 1941 года.

## Вторая мировая война
Возглавлял ВВС США в течение всей Второй мировой войны. После начала войны настоял на поставках самолётов в Великобританию. Организатор массового производства самолётов, под его руководством ВВС США увеличились с 4000 самолётов (1941) до 262 000 самолётов (1944), а численность личного состава — с 25 000 человек (1941) до 2 000 000 человек (1944). В 1942 году добился выделения ВВС в самостоятельный род войск и в том же году включён в Объединённый комитет начальников штабов союзников. 
В составе американской делегации принимал участие в конференции союзников в Касабланке (январь 1943 года), на которой было принято решение о начале стратегических бомбардировок Германии совместными англо-американскими силами (операция «Пойнт-бланк»). 

С апреля 1944 года одновременно стал командующим 20-ми военно-воздушными силами. В 1944 году создал 12-ю эскадрилью, на вооружении которой стояли Б-29, которые могли совершать налёты на территорию Японии со своих баз на Тихом океане (самолеты этой эскадрильи в 1945 провели атомные бомбардировки Хиросимы и Нагасаки). Планировал все боевые операции ВВС США в ходе Второй мировой войны. Воинское звание генерал армии было присвоено Конгрессом США 21 декабря 1944 года.

## Послевоенная деятельность
В 1946 году перенёс тяжелый инфаркт. 14 февраля 1946 года отошёл от активной службы, в июне того же года официально уволен в запас. Жил на своем ранчо в Калифорнии, перенёс подряд три инфаркта. Работал над созданием книги мемуаров «Глобальная миссия». В 1947 году было принято решение, которого Арнолд добивался многие годы — ВВС США были выделены из состава Армии США в отдельный род войск. В мае 1949 года произведён в генералы ВВС и до сего дня является единственным военнослужащим, получившим это воинское звание. Похоронен на Арлингтонском национальном кладбище.

## Награды
- Три медали «За выдающиеся заслуги» (1942, 1945, 1945), США
- Орден «Легион заслуг», США
- Крест лётных заслуг (США)
- Воздушная медаль (США)
- «Медаль Победы в Первой мировой войне», США
- Медаль Победы во Второй мировой войне (США)
- «Американская медаль за оборону», США
- Медаль «За службу на Американском театре военных действий», США
- Медаль «За службу на Азиатско-Тихоокеанском театре военных действий», США
- Медаль «За участие в военных действиях на Европейском, Африканском, Ближневосточном и Средневосточном театрах», США
- Орден «Южный крест», Бразилия
- Кавалер Большого Креста ордена Почётного легиона, Франция
- Кавалер Большого Креста ордена Ацтекского орла, Мексика
- Рыцарь Большого Креста ордена Бани, Великобритания
- Орден Алауитского Трона, Марокко
- Орден «Солнце Перу», Перу
- Медаль военных заслуг, Мексика

## Воинские звания
- 2 марта 1935 — бригадный генерал (временное звание)
- 24 декабря 1935 — бригадный генерал (постоянное звание)
- 22 сентября 1938 — генерал-майор (временное звание)
- 15 декабря 1941 — генерал-лейтенант (временное звание)
- 19 марта 1943 — генерал (временное звание)
- 21 декабря 1944 — генерал армии
- 23 марта 1946 — генерал армии (звание оставленное Арнолду Конгрессом США при отставке)
- 7 мая 1949 — генерал ВВС (звание присвоенное Арнолду Конгрессом США пожизненно)